# Dermot Crowley
Paul Kaye, född 19 mars 1947 i Cork, är en irländsk skådespelare.
Cowley har bland annat medverkat i filmerna Gud, lukt och henne från 2018, The Death of Stalin från 2017 samt Luther: The Fallet Sun från 2023.

## Filmografi (i urval)
- 2008 – Gud, lukt och henne
- 2010–2019 – Luther (TV-serie)
- 2013 – The Best Offer
- 2017 – The Death of Stalin
- 2020 – Ord mot ord (TV-serie)
- 2023 – Luther: The Fallen Sun
- 2024 – The Woman in the Wall (TV-serie)